# Труэссар, Эдуард Луи
Эдуард Луи Труэссар (Édouard Louis Trouessart) — французский зоолог.

## Биография
Родился в 1842 году в Анже, изучал медицину и естественные науки в Страсбурге с 1859 по 1864 годы и затем в Париже и Пуатье с 1864 по 1870 годы, в 1870 году удостоен степени доктора медицины. Состоял ассистентом профессора естествознания в Пуатье, в 1882 году назначен профессором естествознания в Анже и директором городского музея. В 1885 году переселился в Париж, где с тех пор занимался медицинской практикой. Учёные работы Труэссара касаются, главным образом, систематики млекопитающих и клещей, а помимо этого и палеонтологии, зоогеографии, бактериологии и мн. др. В 1901 году избран президентом Французского зоологического общества. Труэссар состоял сотрудником многих научных и популярных изданий.

## Труды
- «Les Microbes, les Ferments et les Moisissures» (1885, 2-е изд., 1890),
- «La Therapeutique antiseptique» (1892);
- «Guide pratique da diagnostic bactériologique des maladies microbiennes etc.» (1896);
- «Les parasites des habitations humaines» (1895);
- «Catalogue des mammifères vivants et fossils» (1878—1885);
- «Faune des mammifères de France» (1884);
- «Les Sarcoptides plumicoles (Analgesinae)» (1885);
- «Revue synoptique de la famille des Halacaridae ou Acariens marins» (1889);
- «Considérations générales sur la classification des Acariens» (1892);
- «Catalogus mammalium torn. V. quam. foss.» (1897—1900).